# شهرستان کومیلژنسکی
شهرستان کومیلژنسکی (به لاتین: Kumylzhensky District) یک شهرستان در روسیه است که در استان ولگوگراد واقع شده‌است.